# أم دقرسي
أم دقرسى هي كبرى القرى التي تقع في منطقة بحري الجزيرة في محافظة الكاملين تقع على الضفة الغربية من النيل الأزرق حوالى 100 كيلو متر جنوب الخرطوم تشتهر قرية ام دقرسى بخصوبة أراضيها الزراعية وزراعة الخضروات والفواكة وتعد الخرطوم السوق الرئيسى لكل المنتجات الزراعية يقدر عدد سكانها بستة الف نسمة بها جميع المراحل الدراسية ومركز صحى كبير.

## تسمية
:سر التسمية
الروايات تباينت حول معنى كلمة أم دقرسي.. والاسم يعود لقرية تقع جغرافياً في محلية الكاملين.. عُرفت بنشر القرآن الكريم وتحفيظه عبر تلاميذ توافدوا إليها من كل أصقاع السودان. ام دقرسي قرية تجملَّت بلسان عربي مبين.. مسيدها يرفع أذانه قبل قرن ونصف.. ونار قرآنها ماخمدت البتة.. وطلابها يحملون الوجدان الشعبي بنشرهم للاخلاق والقيم الأصيلة. يحكي أن امرأة كانت تستقر بالقرب من النيل الأزرق.. وكان الرعاة يأتون لسقية أغنامهم في تلك المنطقة.. وتصدت لهم المرأة.. ومعها ولدها الصغير. «دقر» فقال لها الرعاة. يام أم دقر أرسي!!! المنطق والواقع.. يقول إنها الرواية الصحيحة ولكن لشيء في نفس أهل أم دقرسي يقولون أن أصل الاسم يعود إلى أنها «أرص غرس» أي أرض اشتهرت بالزراعة والخير العميم

## سكان
تتألف التركيبة السكانية للقرية من أفخاذ وبطون عديدة من الرفاعيين والجابراب الذين ينتمون للشيخ غلام الله بن عائد وحفاده اولاد جابر الاربعة لا سيما إسماعيل ود جابر والصواردة والجعليين والفونج (التيقاب) والكواهله والشايقية؛ يشكلون فيما بينهم نسيجاً اجتماعياً لحمته الإخاء والوفاء والمروءة والنفير ورتقاً أنسانياً يجعل منهم أنموذجاً حياً في بلادي تجده أينما حللت.

## معالم
بدأ التعليم باكراً منذ سنة 1880على يد الشيخ الفكي يونس حمد الله بافتتاح الخلوة.
ام دقرسي بها مدرستان ثانويتان بنين وبنات وقد سميت مدرسة البنين باسم الشهيد حسن احمد عبد الله يابس 1964م وهي قامت علي اكتاف المدرسة المتوسطة التي طانت تحمل نفس الاسم وبها أربع مدارس أساس هي الفكي يونس (بمين).. الشيخ الحفيان (بنين)... تاتاي (بنات).... الصديق حاج الامين (بنات) وخمس رياض للاطفال وكذلك بها مركز صحي ومن الناحية الرياضية بها نادي السودنة الذي تم تأسيسه في العام 1956 م وهو بالدرجة الاولي اتحاد الكاملين المحلي وكذلك نادي السلام الذي تأسس في أوائل التسعينيات وهو بالدرجة الثانية بنفس الاتحاد إضافة الي عدد من الروابط الرياضية

## اجتماع
ومن الناحية الاجتماعية توجد بها عدة منظمات خيرية اجتماعية وهي جمعية أبناء الفكي يونس الخيرية ومقرها مسجد الفكي الفكي يونس وجمعية بر الوالدين التي أسسها فيصل نور المبارك ولفيف من المؤسسين وهي وقف للعالمين الجليلين الفكي المبارك نور والفكي البشري محمد احمد وتوجد أيضا جنعية لحاقين بعيد التي اقامت عدة مشاريع تمثلت في صيانة المدارس وايام علاجية ومن الجمعيات الخيرية أيضا جمعية أبناء الفونج (التيقاب) وهي أيضا تدعم كل المناسبات في المنطفة من فرح وكره وجمعية الشيخ الحفيان إضافة الي جمعية الفكي موسي... جمعية العشانيق... جمعية الجعليين.... آل حميدة فضل الله... الصواردة
أما التعليم النظامي ففي سنة 1950بمدرسة أم دقرسي الأولية للبنين وبلغ عدد المدارس ست مدارس أساس والثانوي العالي..

## مساجد
أشهر المساجد وأولها مسجد الفكي يونس ود حمد الله.. وبناه الشيخ أحمد ود يونس وأول خلوة للقرآن بناها الفكي يونس وتنقسم ام دقرسي لفريقين أم دقرس شرق وغرب والحالة الاجتماعية مترابطة بين جميع مواطني القرية، ومن أشهر الشخصيات بأم دقرسي الخليفة الطاهر فهو أول من نال الشهادة العالية في المعهد العلمي وتوفي في يوليو 2016 ود. حسن عبد الله الأمين يعمل الآن بالسعودية والتحق بجامعة الخرطوم بحفظه للقرآن الكريم في خلوة الفكي يونس. من العادات الراسخة في قرية أم دقرسي منع تناول الشاي في المآتم لمواطني القرية منذ العام 1948وظلت هذه العادة متوارثة حتى اليوم.. ويعاقب الذي يخالف ذلك بدفع غرامة «5» أرطال سكر يلزم بتسديدها لدى أمانة صندوق دعم التنمية بأم دقرسي. أو تعطي لأهل الميت دعما لهم ويتم تأنيبه وتوبيخه امام الناس.. حتى يكون عظة للآخرين. وكانت في واقع الأمر بمثابة عقد اجتماعي أبرمه سلفهم فيما بينهم ثم صار قانوناً صارماً ملزماً للجميع؛ حينما قطع هؤلاء عهداً على أنفسهم وختوا كلمة رجال بألا يتناول أحد منهم قط مشروب الشاي ولا يقدمه لضيف في أية مناسبة مأتم (عدا الضيوف خارج نطاق الاتفاق)..كان ذلك لسبب بسيط هو عزمهم على التحرر من عبودية «الخرمة والقريفة» في ظروف كان شحت فيها سلعة السكر؛ حتى لجأ البعض إلى شراب الشاي والقهوة بالتمر. فقرروا مقاطعتها بلارجعة. هذا درس علنا نستوعبه في وضعنا الحالي المماثل